# Piotr Rozwadowski
Piotr Stanisław Rozwadowski (ur. 17 stycznia 1961 w Krakowie) – polski inżynier elektryk, menedżer i urzędnik państwowy, w 2006 podsekretarz stanu w Ministerstwie Skarbu Państwa.

## Życiorys
W 1987 ukończył studia na Wydziale Elektrycznym Politechniki Śląskiej, później także studia typu MBA na Uniwersytecie Centralnego Lancashire. Pracował następnie jako konsultant i w firmach handlujących wyrobami elektrycznymi i usługami telekomunikacyjnymi. Był udziałowcem i wiceprezesem hurtowni sprzętu elektroinstalacyjnego, a od 2000 wiceprezesem i dyrektorem handlowym spółki produkującej sprzęt elektroenergetyczny. Zasiada w radach nadzorczych spółek z branży elektrycznej i energetycznej. Od 2012 jest członkiem Zakonu Maltańskiego, zasiadł w jego polskim zarządzie jako skarbnik.
Od 4 stycznia 2006 pełnił funkcję podsekretarza stanu w Ministerstwie Skarbu Państwa, odpowiedzialnego za energetykę. W maju 2006 podał się do dymisji, którą przyjęto 27 czerwca tego samego roku.

## Życie prywatne
Jest żonaty z Agnieszką; ma dwóch synów i dwie córki.